# سينا ميلير
سينا ميلير (بالإنجليزية: Sienna Miller)‏ ممثلة وعارضة ومصممة أزياء إنجليزية من مواليد 28 ديسمبر 1981 بـ نيويورك سيتي، أميركا اشتهرت أكثر بأدوارها في أفلام جي إي جوي، آلفي وفتاة المصنع.

## سنواتها الأولى
من مواليد نيويورك سيتي, ميلير انتقلت مع عائلتها إلى لندن حين كان في عمرها سنة واحدة، هناك ذهبت لمدرسة فرانسيس هولاند منذ أن كانت تبلغ سنتها الـ 4 إلى الـ 11, وبعدها التحقت بسانت ماري هيلتفيت وهي مدرسة داخلية بأسكوت,بريكشير، قبل أن تعود بعدها لنيويورك سيتي لتلتحق لسنة واحدة بمعهد لي ستراسبورغ.
والدها إداورد ميلير مصرفي أميريكي تحول بعدها إلى تاجر في الفن الصيني، بينما والدتها خوسفينا ’’ جو ’’ ميلر الجنوب إفريقية ذات الأصول الإنجليزية، تعمل كمدرسة للتمثيل في معهد لي ستراسبورغ بـ لندن.
ميلير لها أخت اسمها سافانا وهي مصممة أزياء, كما لها إثنين من الإخوة الغير أشقاء، تشارلز وستيفن، وأخت غير شقيقة اسمها ناتاشا كوريت (ابنة أبيها من زوجته الثانية كيلي هوبن).

## مسيرتها المهنية

### عارضة أزياء
قبل أن تصبح ممثلة محترفة، ميلير عملت كعارضة فوتوغرافية، حيث عملت رفقة تاندي أندرسون، وعارضين من كوكا كولا, المجلة الإيطالية فوغي ورزونامة بيرلي، ولكثرة علاقاتها رفقة مصممي الأزياء أصبحت تعرف ميلير باتباعها لأسلوب البوهو شيك، مما جعل العديد من الناس يشبهونها بالعارضة الشهير كات موس.
ميلير وقعت عقدا لسنتين مع شكرة بيبي جينز لندن، حيث ظهرت معه في إعلانات أول مرة مارس 2006، وفي فبراير 2009 أعلنت هيجو بوس، سينا ميلير كسفيرة جديدة للترويج لآخر عطور الشركة ’’ بوس أورانج ’’.

### ممثلة
في بدايات مسيرتها التمثيلية، ظهرت ميلير في عدة مسرحيات بنيويورك سيتي, كمسرحية المهاجم، الاستقلال,
و مسرحية المخرج الحائز على الأوسكار أنثوني ميغيلا سجائر& شوكولا.
في 2001, قدمت سينا فيلمها الأول ’’ بداية ’’ رفقة ساوث كينستون، روبيرت إيفرت وإيل ماكفرسن، قبل أن تقدم فيلمين سنة 2001 ’’ السرعة القصوى ’’ و’’ جوي رايد ’’, سنة 2003 ظهرت في مسلسل المخرج سيمون ويست الدرامي والحركي ’’ كين إيدي ’’, ميلر كان لها دور رئيسي في إعادة إنتاج فيلم سنة 1966 ’’ آلفي ’’ رفقة الممثل جود لو سنة 2004, في نفس السنة، عملت في فيلم كعكة الكذب رفقة دانيال كريج, في 2005, قامت ميلير بأول تجسيد لها في عمل مسرحي محترف بمسرح ويست آند بعمل وليم شكسبير كما تحبها رفقة هيلين ماكروي ودومينيك ويست، حيث لعبت ميلير الشخصية الرئيسية للروزاليدا.
في وقت لاحق من تلك السنة، لعبت البطولة النسوية أمام الممثل الراحل هييث ليدجر في فيلم كازانوفا، وبعدها فيلم فتاة المصنع، الذي يحكي قصة آندري وارهول وإيدي سيدجويك، وقد عرض هذا الفيلم في 29 ديسمبر 2006.
في سنة 2007, ميلير لعبت دورا صغيرا مقارنة مع روبرت دي نيرو وميشيل فايفر في الملحمة الفنتازية للمخرج ماثيو فون ستارديست، المقتبسة من رواية جين جيمان التي تحمل نفس الاسم، في نفس السنة، لعبت البطولة رفقت المخرج ستيف بوسيمي في فيلم مقابلة، المقتبس من فيلم هولندي يحمل نفس الاسم، في وقت لاحق من سنة 2007 لعبت البطولة رفقة جايمس فرانكو في فيلم كاميل الكوميدي المرعب، الذي لم يشتهر على نطاق واسع بسبب عدم نشر نسخته الدي في دي في وقت مبكر.
في 2008, ميلير شاركت في فيلم آخر مقتبس من رواية لمايكل شابون غموض بيتسبورغ, الفيلم اسمه حافة الحب من بطولة بيتر سارسجارد وكيرا نايتلي, سينا لعبت في هذا الفيلم دور كايتلين زوجة الشاعر الويلزي ديلان توماس.
في عام 2024 شاركت في فيلم مدينة الأفق: الملحمة الأمريكية – الفصل الأول.

### مصممة أزياء
في سنة 2006 أعلنت ميلير أنها ستصمم بنفسها لشركة بيبي جونز، وقد أسمت النسخة التي ستصدرها Twenty8Twelve مقتبسة ذلك من تاريخ ميلادها، هذه النسخة التي تساعدها فيها أختها سافانا على التصميم ابتدأ العمل عليها منذ سبتمبر 2007.

## مواقع خارجية
- سينا ميلير على موقع IMDb (الإنجليزية)
- سينا ميلير على موقع ميتاكريتيك (الإنجليزية)
- سينا ميلير على موقع روتن توميتوز (الإنجليزية)
- سينا ميلير على موقع مونزينجر (الألمانية)
- سينا ميلير على موقع قاعدة بيانات الأفلام العربية
- سينا ميلير على موقع ألو سيني (الفرنسية)
- سينا ميلير على موقع ميوزك برينز (الإنجليزية)
- سينا ميلير على موقع تيرنر كلاسيك موفيز (الإنجليزية)
- سينا ميلير على موقع أول موفي (الإنجليزية)
- سينا ميلير على موقع قاعدة بيانات برودواي على الإنترنت (الإنجليزية)